# Болугур
Болугур (якут.  ) — село в Амгинском улусе Якутии России. Административный центр и единственный населённый пункт Болугурского наслега. Большинство жителей якуты.
Население 1413 чел. (2021) .

## География
Село расположено на юго-востоке Центральной Якутии, у р. Амга. Вокруг села десятки озёр.
Расстояние до улусного центра — села Амга — 53 км.
Уличная сеть состоит из двадцать одного географического объекта
- Переулки: Гаражный пер., Парковый пер., Советский пер., Школьный пер.
- Улицы: ул. Арылахская, ул. Е.Филиппова, ул. И.Неустроева, ул. Комсомольская, ул. Крупской, ул. Ленина, ул. Лесная, ул. М.Иванова, ул. Набережная, ул. Озерная, ул. П.Егорова, ул. Табунная

## История
Согласно Закону Республики Саха (Якутия) от 30 ноября 2004 года N 173-З N 353-III село возглавило образованное муниципальное образование Болугурский наслег.

## Население
| 1989  | 2002  | 2010  | 2012  | 2013  | 2014  | 2015  | 2016  | 2017  | 2018  | 2019  |
| ----- | ----- | ----- | ----- | ----- | ----- | ----- | ----- | ----- | ----- | ----- |
| 1200  | ↗1444 | ↗1507 | ↘1489 | ↘1473 | ↘1444 | ↘1436 | ↘1413 | ↘1401 | ↗1402 | ↗1410 |
| 2020  | 2021  |       |       |       |       |       |       |       |       |       |
| ↘1384 | ↗1413 |       |       |       |       |       |       |       |       |       |

Гендерный состав
По данным Всероссийской переписи населения 2010 года в гендерной структуре населения из 1507 человек мужчин — 703, женщин — 804 (46,6 и 53,4 % соответственно).
Национальный состав
Согласно результатам переписи 2002 года, в национальной структуре населения якуты (саха) составляли 97 % от общей численности населения в 1444 чел..

## Инфраструктура
Болугурская средняя общеобразовательная школа с углубленным изучением отдельных предметов (улица Крупской, 6).
МБУ ЦК им. М. А. Ноговицына МО «Болугурский Наслег» (улица Ленина, 52).
Животноводство (мясо-молочное скотоводство, мясное табунное коневодство).

## Транспорт
Проходит автодорога местного значения «Амга — Покровка — Болугур — Оннес» длиной 80 км.